# Apol·lònia d'Acte
Apol·lònia d'Acte (en grec Ἀπολλωνία) era una antiga ciutat de la península d'Acte a la Calcídia. L'esmenta Plini el Vell (Naturalis Historia IV, 10,17) que diu que els seus habitants eren anomenats macrobis (en llatí macrobii).